# Kardos István (labdarúgó)
Kardos István, Klötzl VI (1915. október 18. – 1983. április 3.) válogatott labdarúgó, csatár.

## Pályafutása

### Klubcsapatban
Hat éven át szerepelt a BRSC-ben. 1932-ben igazolta le a Hungária. Nagy tehetségnek tartották. Az 1933–34-es idényben a Hungária második legjobb góllövője volt 15 góllal, Cseh László előzte meg 17 találattal. Tagja volt az 1935–36-os bajnokcsapatnak. 26 mérkőzésből 24-szer pályára lépett. A következő idényben ismét bajnok lett a Hungária. A lehetséges 26 mérkőzésből 18 meccsen játszott. Kitűnő adottságokkal rendelkezett, jó volt a rúgótechnikája, de nagyon lassú volt és hiányzott belőle a kitartás és a küzdeni tudás.
A Hungária feloszlása után, 1940 szeptemberében a Cinkotai TK-hoz igazolt. 1941 februárjában a Törekvés játékosa lett.

### A válogatottban
1936-ban egy alkalommal szerepelt a magyar labdarúgó-válogatottban.

## Sikerei, díjai
- Magyar bajnokság
  - bajnok: 1935–36, 1936–37
  - 3.: 1934–35
- az MTK örökös bajnoka

## Statisztika

### Mérkőzése a válogatottban
| Magyarország | Magyarország      | Magyarország                    | Magyarország | Magyarország | Magyarország | Magyarország | Magyarország | Magyarország |
| #            | Dátum             | Helyszín                        | Hazai        | Eredmény     | Vendég       | Kiírás       | Gólok        | Esemény      |
| ------------ | ----------------- | ------------------------------- | ------------ | ------------ | ------------ | ------------ | ------------ | ------------ |
| 1.           | 1936. március 15. | Budapest, Hungária körúti pálya | Magyarország | 3 – 2        | Németország  | barátságos   | -            | 33'          |
|              | Összesen          |                                 |              | 1            | mérkőzés     |              | 0            | gól          |